# Xicohtzinco
Xicohtzinco (1964-ig Santo Toribio Xicohtzinco) település és község Mexikó Tlaxcala államának déli részén, Puebla állam határán, lakossága 2010-ben meghaladta a 12 000 főt.

## Földrajz
A pueblai agglomeráció részét képező település Tlaxcala déli határán fekszik körülbelül 2200 méteres tengerszint feletti magasságban a Vulkáni-kereszthegység hegyei között. A kis területű község teljes egészét lakott terület teszi ki. A felszín lassan emelkedik északkelet felé, de nagy szintkülönbségek nincsenek. Keresztülfolyik rajta a Zahuapan nevű patak.

## Népesség
A település népessége a közelmúltban folyamatosan növekedett:
| Év   | Lakosság |
| ---- | -------- |
| 1990 | 8563     |
| 1995 | 9485     |
| 2000 | 10 226   |
| 2005 | 10 732   |
| 2010 | 12 255   |

## Története
A terület, ahol ma a város fekszik, igen régóta lakott. Őslakói főként valószínűleg mezőgazdaságból éltek, és jellegzetes egyszínű kerámiaedényeket készítettek fehér és vörös változatban. Az időszámítás előtti 800. év körül új betelepülők miatt lakossága jelentősen megnőtt, ekkor már néhány szomszédos települést is innen irányítottak, később azonban vesztett jelentőségéből. A spanyol hódítók megérkezésekor egy Ocotelulco központú egységhez tartozott. 1554-ben a közeli Tepeyancói kolostorba ferences szerzetesek érkeztek, ebben az időben Xicohtzinco temploma ehhez a kolostorhoz tartozott.
Az 1820-ban visszaállított cádizi alkotmány értelmében a település a Nativitas nevű partido része lett, a század közepére pedig Zacatelcóhoz tartozott, ami a Zaragoza nevű partido részét képezte. A francia megszállás véget értével az államot 5 kerületre osztották, Xicohtzinco a 2. számúba került, melyet szintén neveztek Zaragozának is. A porfiriátus ideje alatt mezőgazdasági szövetkezetek jöttek létre országszerte, Xicohtzinco Papalotlával összefogva vásárolta meg 1899-ben 16 000 pesóért a Pulula nevű haciendát, hogy ilyen szövetkezetet alapítson.
Nem sokkal később Isidro Ortiz mintegy 100 helyi földtulajdonossal Próspero Cahuantzi kormányzóhoz vonult és követelte, hogy törölje el a haciendákról szóló törvény azon részét, ami az ingatlanok után fizetendő adóról szól. Válaszul Ortizt bebörtönözték, majd az „ellenzékiek menedékének” nevezett település többi szervezkedő lakóját szoros megfigyelés alá helyezték, többeket szintén börtönbe zártak.
A függetlenségi háború kitörésének századik évfordulója alkalmából rendezett ünnepen, 1910. szeptember 15-én a helyiek tüntetést tartottak a kormány ellen és Francisco Ignacio Madero mellett. Másnap a Maderót éltető tüntetők és a katonák között tűzharc tört ki, melynek eredményeként a katonákat kiűzték a városból. Válaszul a hatóságok házkutatásokat tartottak és egy Cruz Rojas nevű embert letartóztattak. 1912-ben a helyi antireelekcionista párt Nicanor Serrano vezetésével küldöttséget indított útnak Madero kormányához, hogy benyújtsák mezőgazdasági kérdésekkel kapcsolatos követeléseiket a kormánynak.
Xicohtzinco község hivatalosan egy 1942. január 15-i rendelet értelmében jött létre.

## Turizmus, látnivalók
A településen néhány régi műemlék jelent látnivalót turisták számára. A Santo Toribio-parókia a 18. és 19. században épült. A kőfallal övezett épülethez különálló óratorony is tartozik. A Santa Filomena-kápolna is a 19. századból származik. Xicohtzincónak múzeumai nincsenek.